# Orthostigma curtiradiale
Orthostigma curtiradiale är en stekelart som beskrevs av Fischer 1995. Orthostigma curtiradiale ingår i släktet Orthostigma och familjen bracksteklar. Inga underarter finns listade i Catalogue of Life.